# Data Darbar
Data Darbar (pandžabsko داتا دربار‎, latinizirano: Dātā Darbār) je islamsko svetišče v Lahoreju, Pandžab, Pakistan. Je največje sufijsko svetišče v Južni Aziji. Zgrajeno je bilo za hrambo ostankov al-Hudžvirija, splošno znanega kot Data Gandž Bakš ali bolj pogovorno kot Data Sahab, sufijskega svetnika iz Gaznija v današnjem Afganistanu, ki naj bi živel na tem mestu v 11. stoletju n. št.
Mesto velja za najbolj sveto mesto v Lahoreju in na letni festival urs privabi do milijon obiskovalcev.

## Lokacija
Data Darbar stoji v središču starega mesta Lahore. V bližini so Lower Mall Road, Bhati Gate, Gavalmandi in Karbala Gamaj Šah.

## Zgodovina
Svetišče je bilo prvotno postavljeno kot preprost grob poleg mošeje, ki jo je zgradil Ali Hudžviri na obrobju Lahoreja v 11. stoletju. Do 13. stoletja je bilo v muslimanskem svetu razširjeno prepričanje, da so duhovne moči velikih sufijskih svetnikov vezane na njihova grobišča, zato je bilo v mogulskem obdobju v spomin na grobišče Hudžvirija zgrajeno večje svetišče.  Kompleks svetišča je bil razširjen v 19. stoletju, Hudžvirijeva mošeja pa je bila obnovljena. Vendar pa nekateri zgodovinarji trdijo, da sedanje svetišče ne hrani groba Ali Hudžvirija. Ta kraj je bil kraj, kamor je prihajal k bogoslužju. Njegov pravi grob je skrit v Šahi Killa, Lahore.
Svetišče je prišlo pod nadzor pakistanske vlade kot del odloka Auquf iz leta 1960, z uradnim ciljem preprečiti, da bi skrbniki svetišč po vsej državi finančno izkoriščali vernike. Svetišče se je močno razširilo v 1980-ih pod vladavino vojaškega voditelja Zia ul-Haka, v tem času je svetišče postalo največje v Južni Aziji. Pod njegovim režimom so bili dodani uradi za nevladne organizacije, knjižnica, medresa, policijska postaja, parkirišče in pisarne. V tem času so dodali tudi določene prostore za glasbene nastope in novo brezplačno kuhinjo. Od njegove velike širitve so se okoli mesta pojavili novi trgi.
Od leta 1965 je mehfil-e-sama, dvodnevni glasbeni festival kavali, potekal poleg svetišča, ki se je leta 1992 preselil v bližnjo šolo.

### Teroristični napadi
1. julija 2010 sta dva samomorilska napadalca napadla svetišče. V eksplozijah je bilo ubitih najmanj 50 ljudi, 200 drugih pa je bilo ranjenih. 8. maja 2019 je v drugi eksploziji na istem mestu umrlo dvanajst ljudi, vključno s policijskimi uradniki Sadamom Husainom, vodjo policije Šahidom Nazirjem, glavnim policistom Mohamedom Sohailom, glavnim policistom Gulzarjem Ahmadom, policistom Mohamedom Saleemom in varnostnikom Rafaqatom Alijem blizu vhodnih vrat za ženske obiskovalcev.

## Arhitektura
Svetišče Hudžviri je v grobnici iz mogulskega obdobja, izdelani iz izklesanega belega marmorja. Grobnico obdaja masivno marmorno dvorišče, medtem ko nova izobraževalna ustanova v kompleksu svetišča uporablja modernistično arhitekturo.

## Pomen
Mesto velja za najbolj sveto mesto v Lahoreju. Svetišče je postalo glavno gospodarsko, politično in družbeno središče v Lahoreju in je eden redkih krajev v Lahoreju, kjer si izjemno bogati in skrajno revni delijo skupen prostor.
Med privrženci je razširjeno prepričanje, da je svetnik, pokopan v svetišču, vrhovna avtoriteta nad vsemi sufijskimi svetniki na Indijski podcelini in da se noben nov sufijski svetnik ne more priseliti na podcelino, ne da bi pridobil dovoljenje duha Hudžvirija.
Po ustanovitvi svetišča, posvečenega Hudžviriju, so njegovo grobnico obiskovali muslimani in nemuslimani v iskanju njegovega blagoslova. Slavne osebnosti, kot so Baba Farid, Moinudin Ćišti, Nizamudin Aulija, Dara Šikoh in Alama Ikbal, so se poklonile svetišču in obljubile zvestobo Hudžviriju. Nekdanji premier Navaz Šarif je bil pogost obiskovalec svetišča.
Hudžvirijevi nauki so bili kritični do praks, povezanih z južnoazijskim islamom, kot sta uporaba drog in ples. Učil je tudi, da so sufijski svetniki sami še vedno zavezani zahtevam islama, zato jih častijo reformistični muslimani, ki so kritični do sufijske prakse, kot tudi tradicionalistični muslimani, ki častijo sufijska svetišča.
V svetišču redno potekajo predstave Kavali. Ob posebnih priložnostih svetišče okrasijo z lučkami, pripravijo večerjo za tisoče obiskovalcev, ki se udeležijo tudi plesa, glasbeniki pa več ur igrajo sufijsko glasbo. Na meji svetišča muslimanski verniki recitirajo Koran in se poklonijo preroku Mohamedu.

### Socialne storitve
Svetišče ponuja široko paleto socialnih storitev, zaradi česar je postalo priljubljeno središče obubožanih prebivalcev. Po navadi, ki je stara 1000 let, je v svetišču na voljo brezplačna hrana do 50.000 obiskovalcem na dan. Pokrovitelji, ki se soočajo z osebnimi težavami, pogosto donirajo denar ali delo v sklad za brezplačno kuhinjo svetišča, v skladu z islamskim poudarkom na hranjenju revnih. Svetišče zagotavlja tudi izobraževanje učencev v bližnjih šolah in pomaga financirati lokalne bolnišnice kot del svojega družbenega poslanstva.

## Administracija
Svetišče upravlja kot del fundacije Auqaf kot del Odloka Auqaf iz leta 1960. Svetišče upravlja približno 200 delavcev s polnim delovnim časom, razen varnostnih služb. Svetišče ustvari največ prihodkov za odbor Auqaf od vseh okoli 400 svetišč pod njegovim nadzorom v provinci Pandžab in prispeva približno 33 % prihodkov odbora. Svetišče zbere 4-krat več prihodkov, kot se porabi za vzdrževanje svetišča. Ker velja za središče vseh svetišč v Pandžabu, so verske prakse in pridige podvržene večjim vladnim predpisom kot v drugih svetiščih v Pakistanu.

## Galerija
- Svetišče obdaja grobnico z zeleno kupolo
- Grobnica Alija Hadžverija ponoči
- Mošeja Data Darbar
- Notranjost sijaja je okrašena z ogledali in rožami
- Kenotaf je obdan z izrezljanimi marmornimi zasloni
- Pogled na notranjost nove mošeje
- Častilci v najsvetejšem
- Vhod v najsvetejše
- Večerni pogled na svetišče in sosednjo mošejo
- Pred svetiščem je veliko dvorišče, na katerem se častilci zbirajo vsak četrtek zvečer, pa tudi ob drugih festivalskih večerih